# Nafpaktos
Nafpaktos (gr. Ναύπακτος; starogr. Naupaktos; w okresie panowania weneckiego Lepanto) – miasto w środkowej Grecji, na północny wschód od miasta Patras, port u wejścia do Zatoki Korynckiej, w administracji zdecentralizowanej Peloponez, Grecja Zachodnia i Wyspy Jońskie, w regionie Grecja Zachodnia, w jednostce regionalnej Etolia-Akarnania, siedziba administracyjna gminy Nafpaktia. W 2011 roku liczyło 13 415 mieszkańców.

## Historia
Grecka nazwa miasta oznacza „miejsce służące do budowy okrętów”. Zgodnie z legendą znajdowało się tu miejsce budowy floty, dzięki której Heraklidzi przeprawili się na Peloponez. W trakcie I wojny peloponeskiej, w roku 454 p.n.e., nad miastem zapanowali Ateńczycy, osiedlając tu ekspatriantów uprzednio wygnanych przez Spartan z Mesenii po III wojnie meseńskiej. Port stał się ważną bazą operacyjną Aten by po ich klęsce u ujścia Ajgospotamoj powrócić do Lokrydy, a wkrótce potem paść łupem Achajów. W roku 338 p.n.e. Filip II Macedoński odebrał miasto Achajom, zmusił ich do ukarania śmiercią własnej załogi wojskowej i przekazał polis Etolom, którzy wcielili ją do swojego związku, w którym odgrywało rolę największego portu i niejako drugiej, obok Thermon, stolicy.
Za czasów Republiki Weneckiej znane jako twierdza Lepanto (także Zatoką Lepanto zwano obecne zatoki Patraską i Koryncką). W 1571 r. w pobliżu miała miejsce największa w dziejach bitwa morska okrętów poruszanych wiosłowo (60 km na zachód-południowy zachód, Morze Jońskie u wylotu Zatoki Patraskiej) między Świętą Ligą a Imperium Osmańskim. Miasto Wenecja oraz kilka państw ufundowało tablice upamiętniające liczny udział ich obywateli w tej bitwie. Umieszczono je w parku kultury zlokalizowanym przy zachodniej części basenu portowego, tuż obok pomnika hiszpańskiego pisarza Miguela de Cervantesa (1547–1616), autora Don Kichota, także uczestnika bitwy pod Lepanto.
W niektóre z rocznic u wejścia do portu Nafpaktos organizowane jest widowisko typu światło i dźwięk z udziałem kilku żaglowców, odtwarzające sceny bitwy i promujące w ten sposób posezonowy ruch turystyczny.

## Fortyfikacje

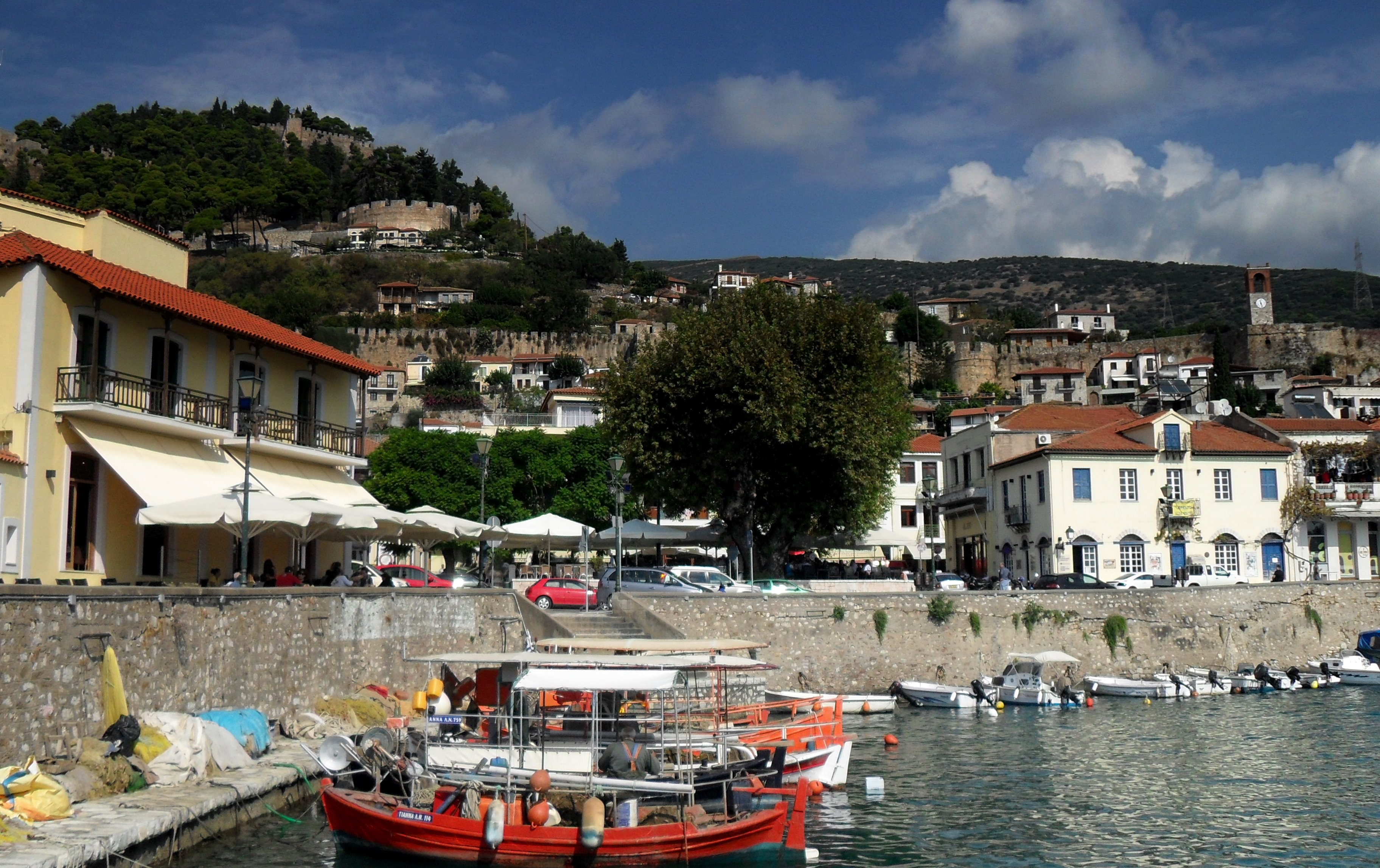
Nafpaktos, widok z portu, w stronę zamku bizantyjsko-weneckiego. Widoczne są fragmenty czterech, spośród sześciu, poziomów obronnych zamku

Nad miastem góruje zamek bizantyjsko-wenecki, choć z fragmentami murów i wież pochodzącymi także z okresów znacznie wcześniejszych, w tym wczesnej starożytności. W aktualnym kształcie zbudowany jest na 6 poziomach obronnych. Dochodził do tego jeden poziom obrony portu i miasta, wspomagany z zamku i chroniony również artylerią zamkową. Dodatkowo, wejście do portu blokowane było bastionami działowymi, z artylerią skierowaną zarówno w stronę morza, jak i wzdłuż linii bastionów – główek wejścia do portu.

## Transport
W mieście zlokalizowany jest port morski, współcześnie niemający dużego znaczenia gospodarczego. 
Przez Nafpaktos prowadzi droga krajowa GR-48/E65 (Rio – Andirio – Nafpaktos – Trikorfo – Delfy – Liwadia). 10 km na południowy zachód – most Rio-Andirio (oddany do użytku w 2004), który znacznie ułatwił podróż między kontynentem a Peloponezem.

## Galeria

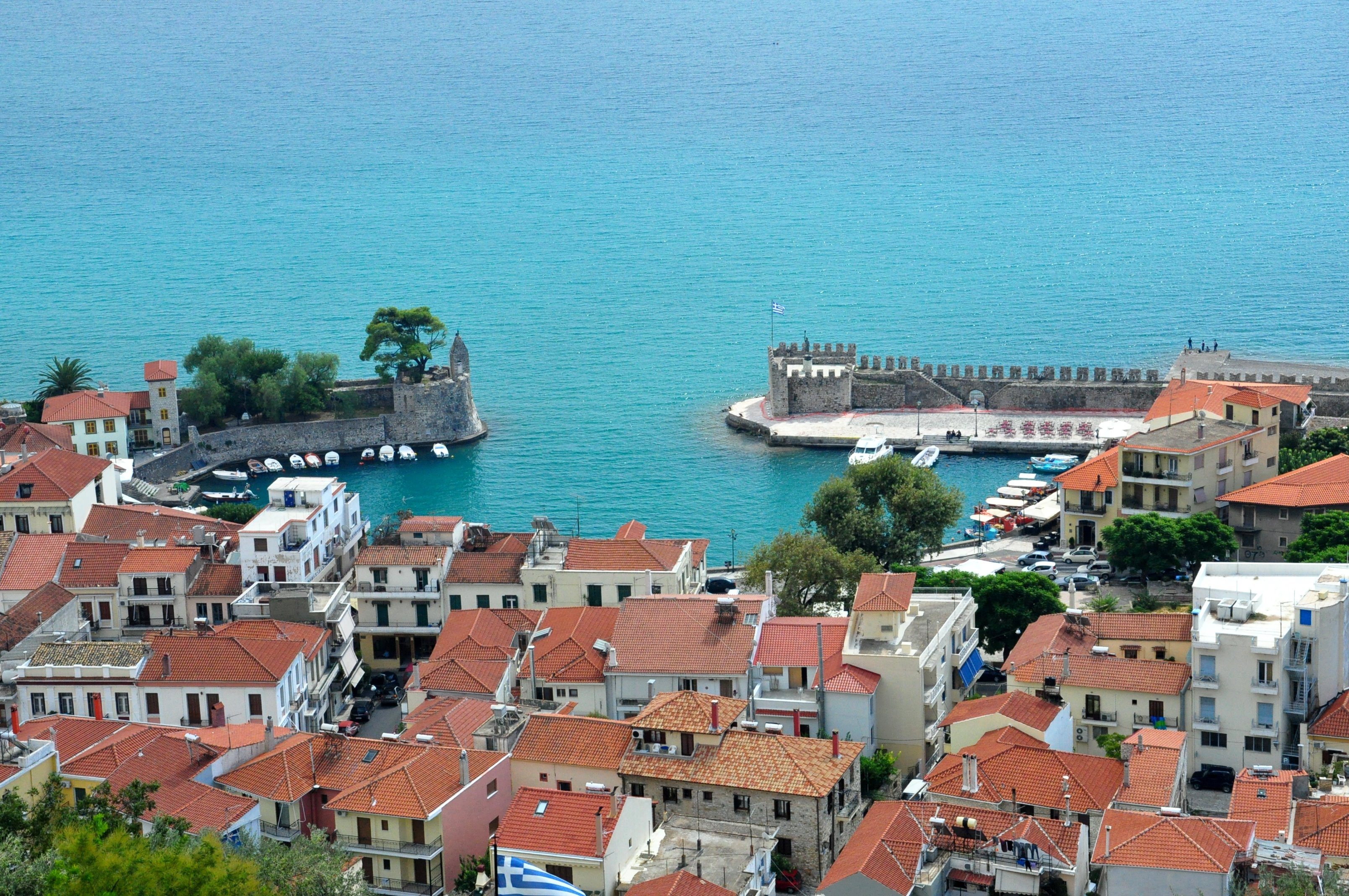
Widok z podnóży zamków na stary port.
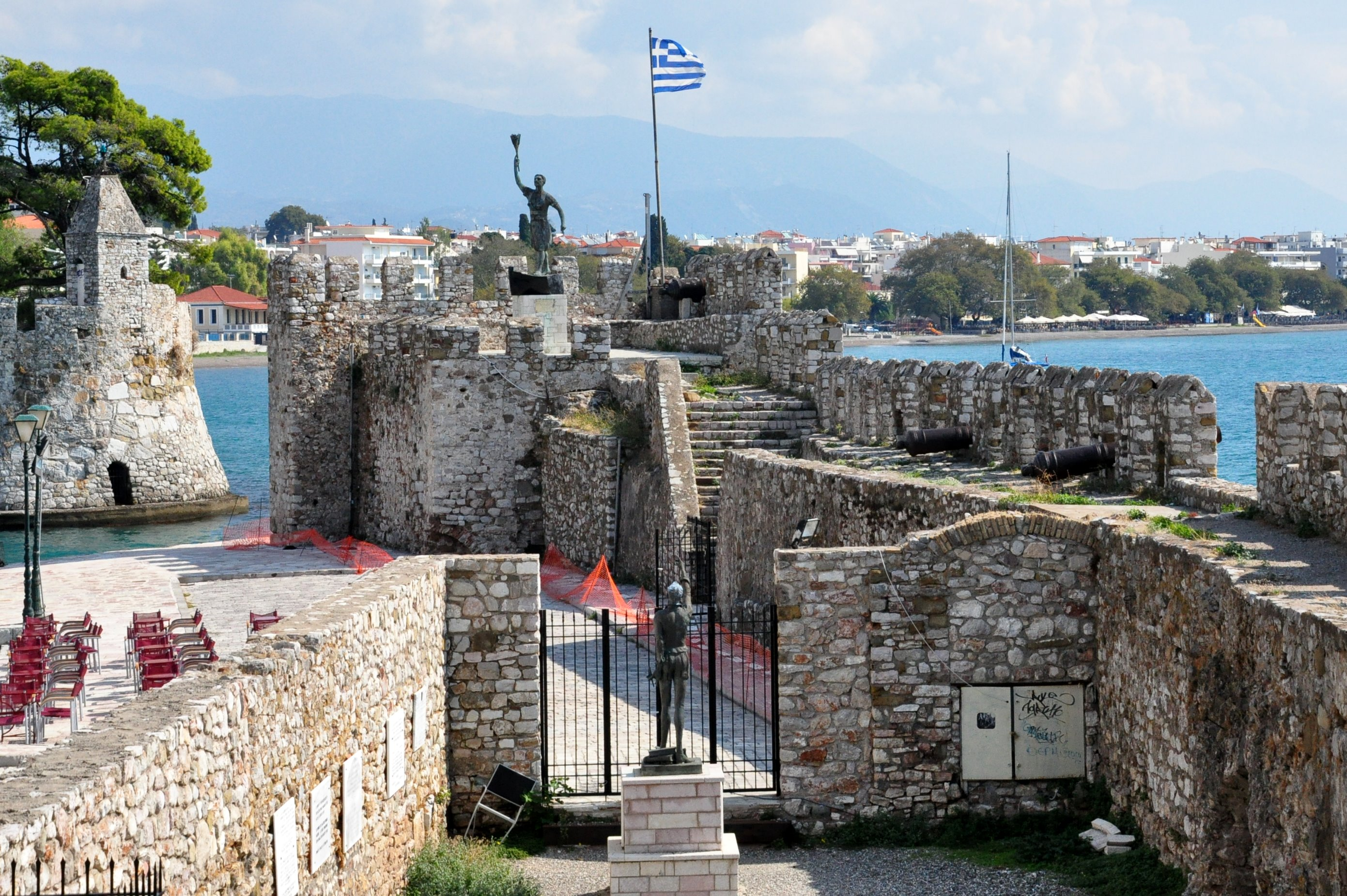
Umocnienia portowe od środka. Na bastionie pomnik Georgiosa Anemogiannisa – kapitana branderów, pierwszego poległego w 1821 mieszkańca Nafpaktos.
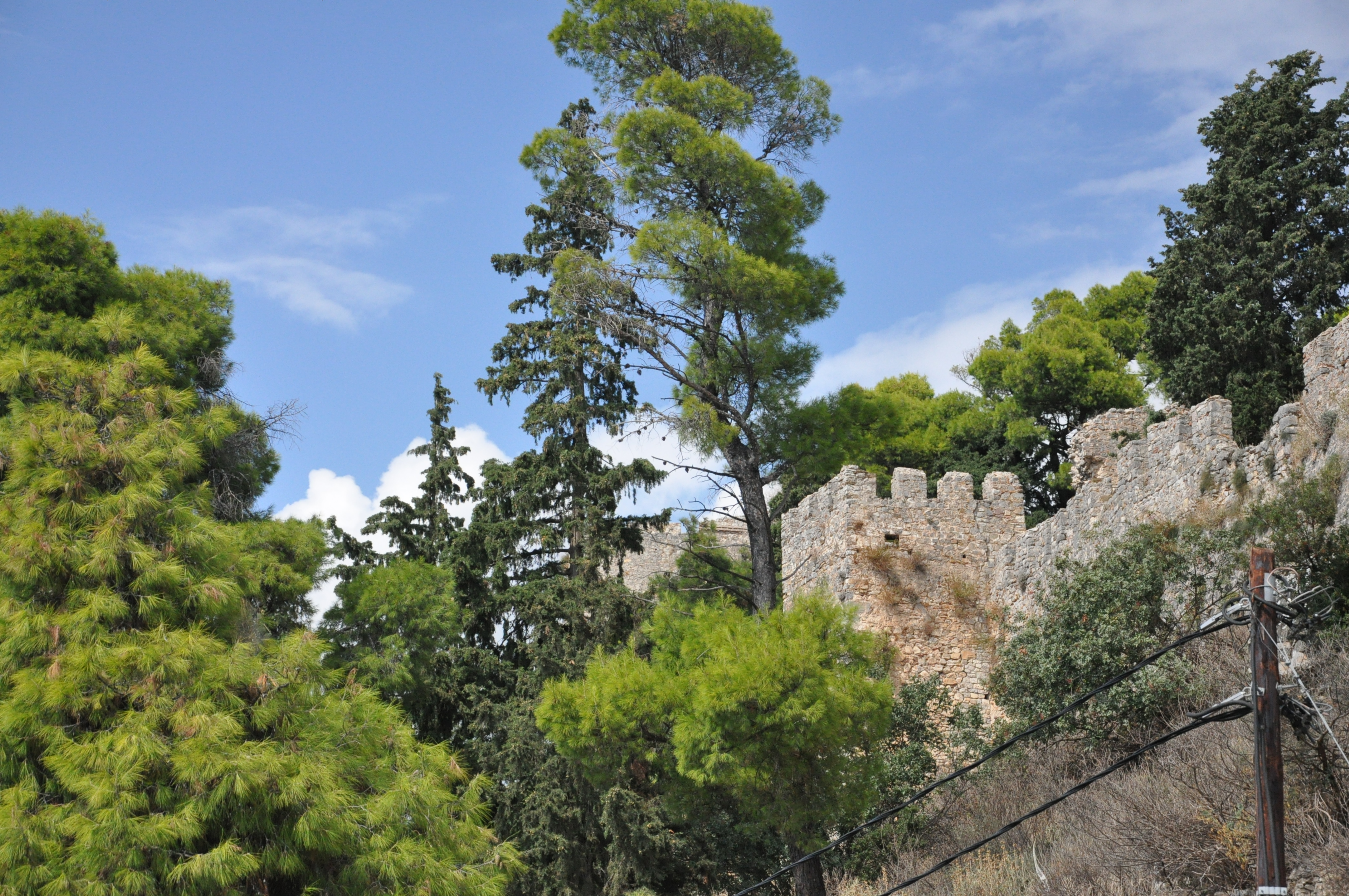
Zamek otoczony jest starym parkiem leśnym.
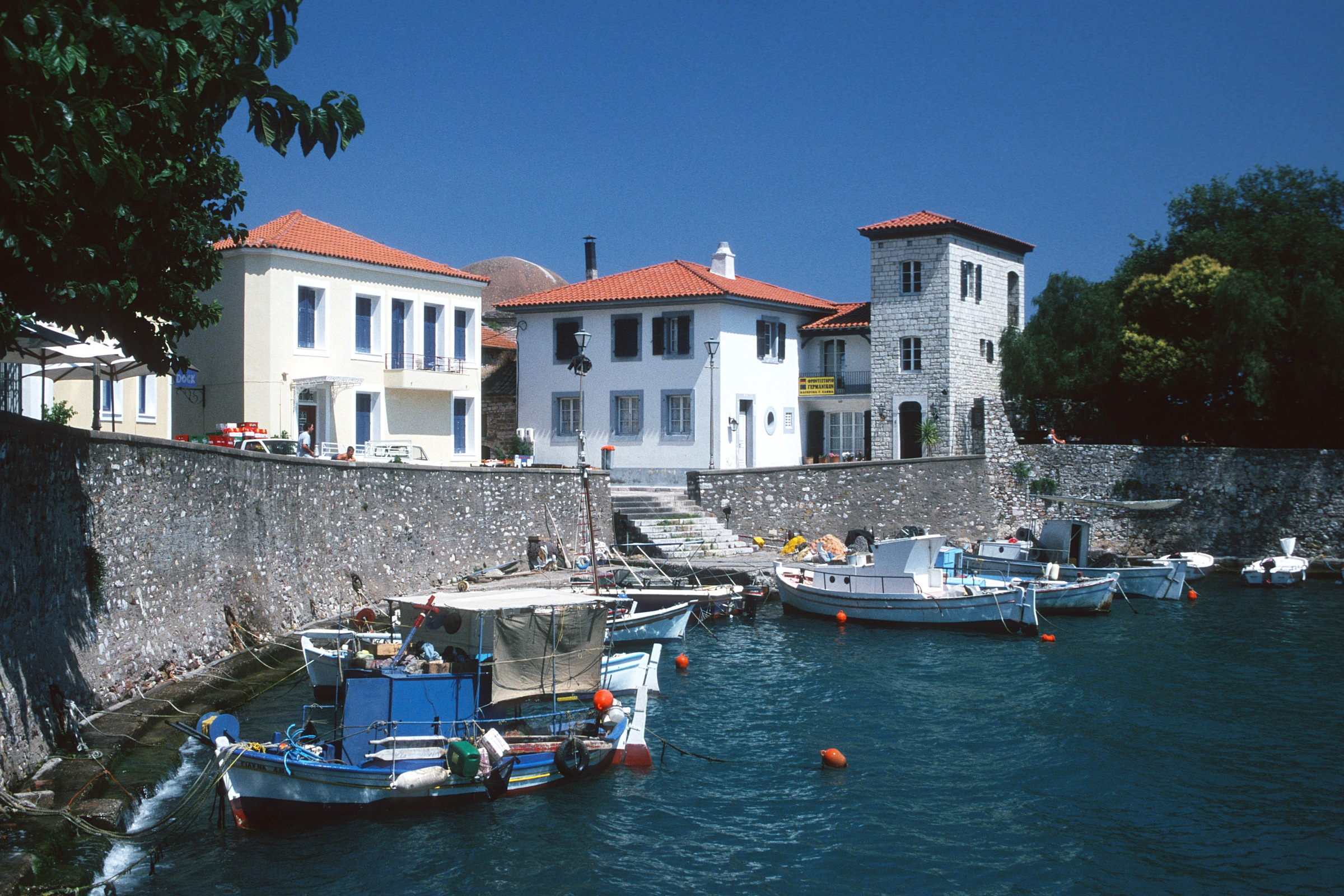
Historyczny port morski, obecnie przystań rybacka i jachtowa
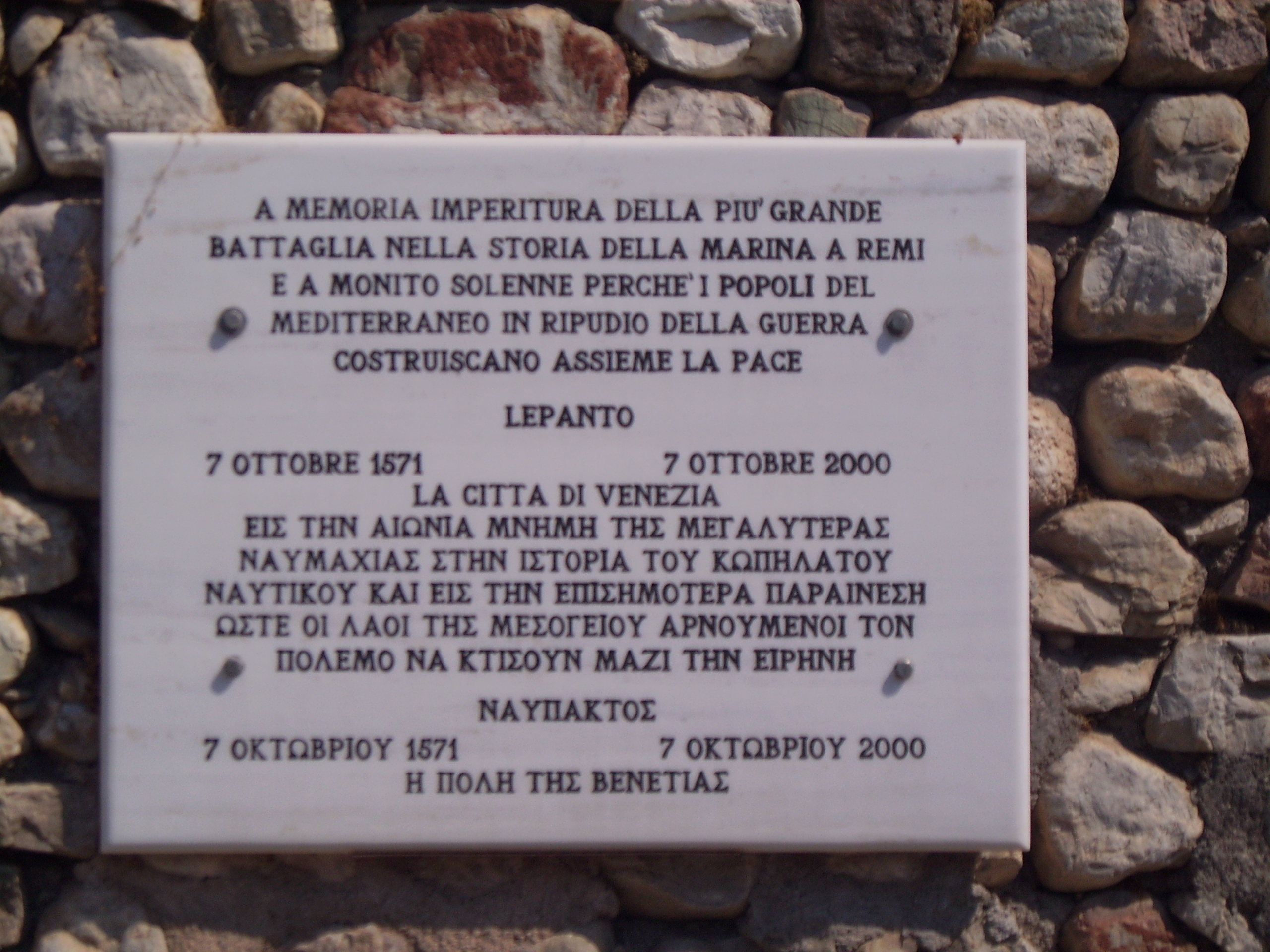
Jedna z tablic upamiątniających bitwę 1571 r.
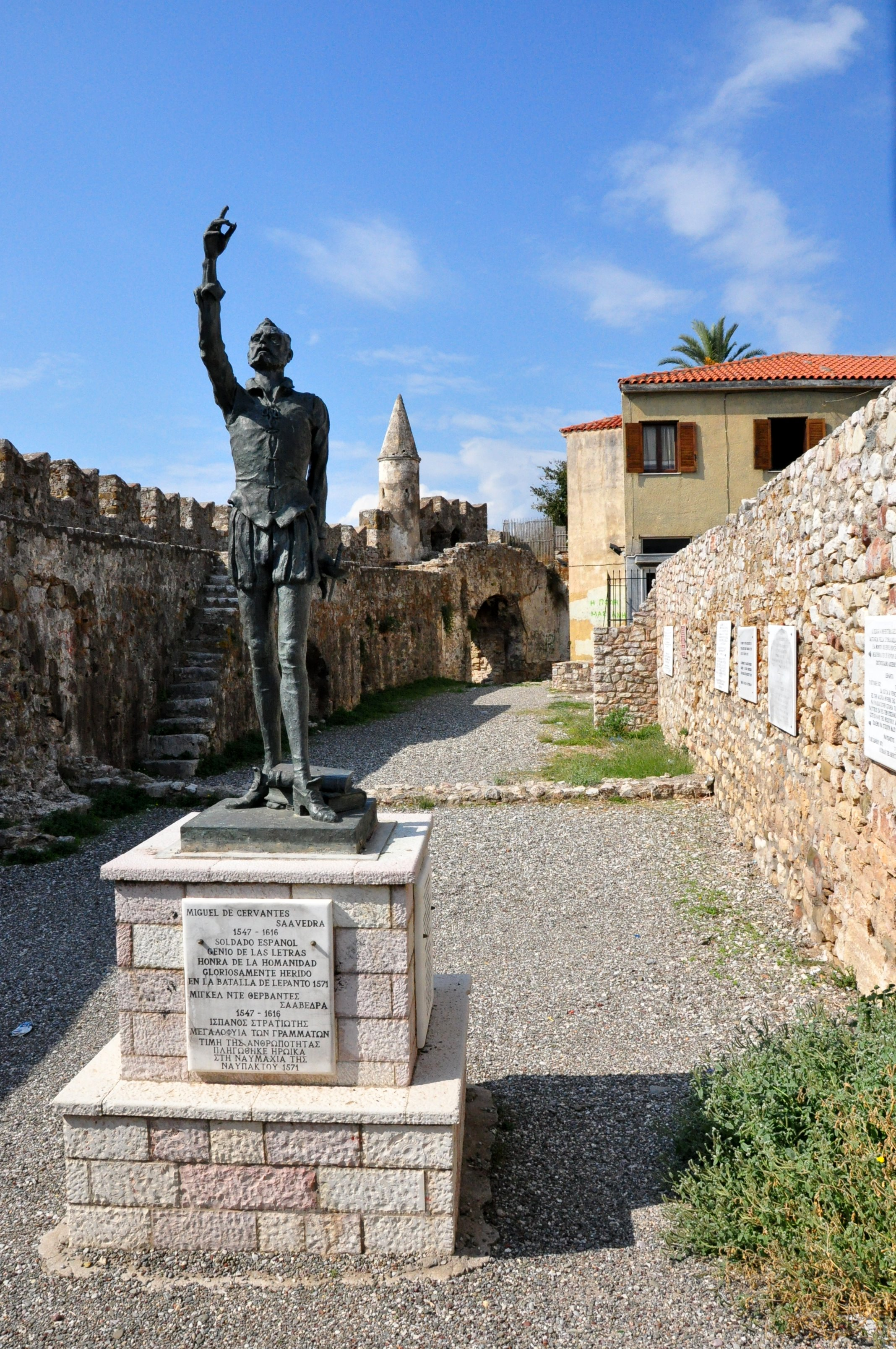
Port, „Park Kultury im. Cervantesa”, widoczne liczne tablice pamiątkowe dot. bitwy 1571 r.
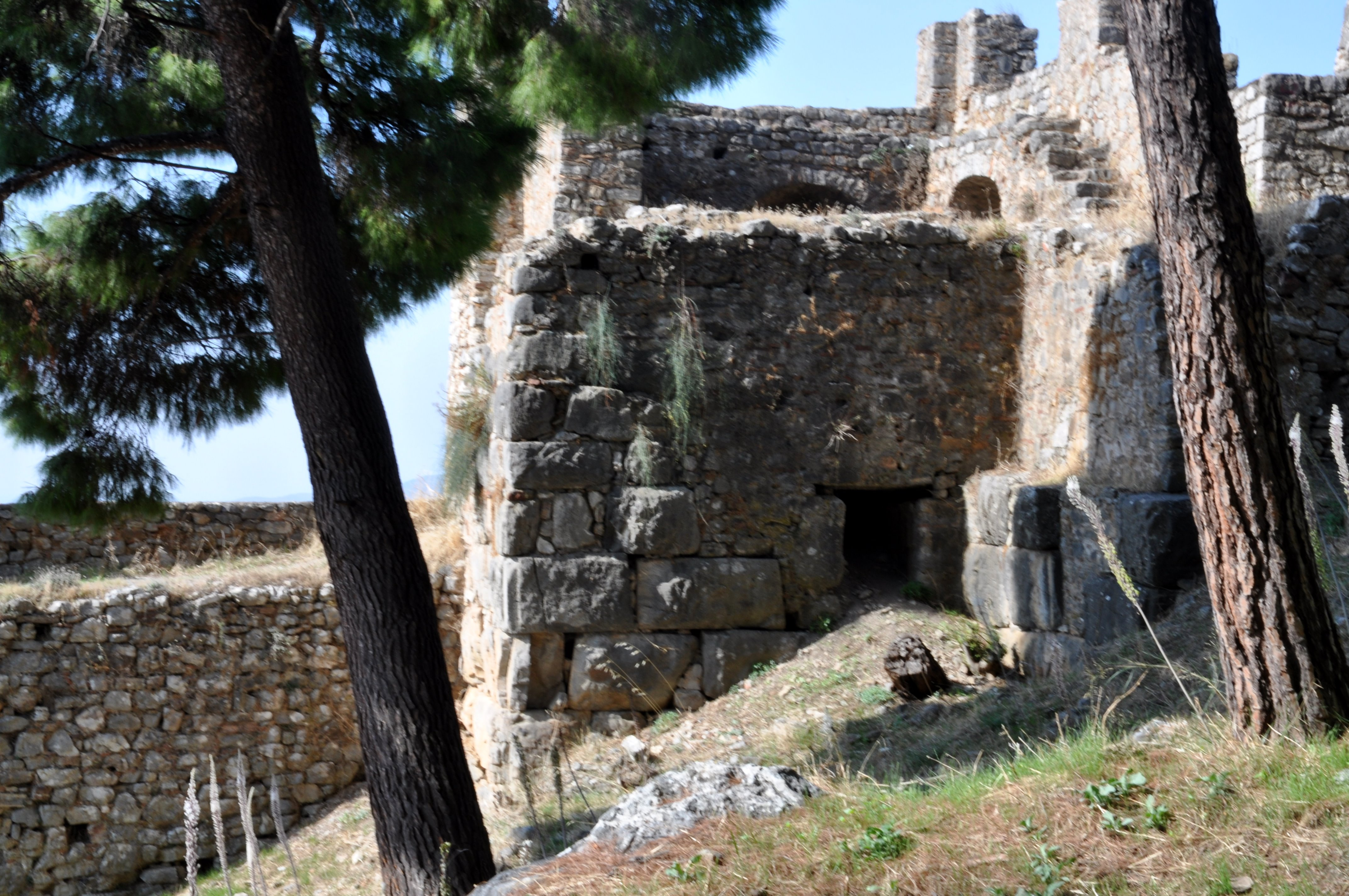
Jedna z wież zamkowych – konstrukcja przyziemia sugeruje okres Grecji klasycznej lub wcześniejszy.
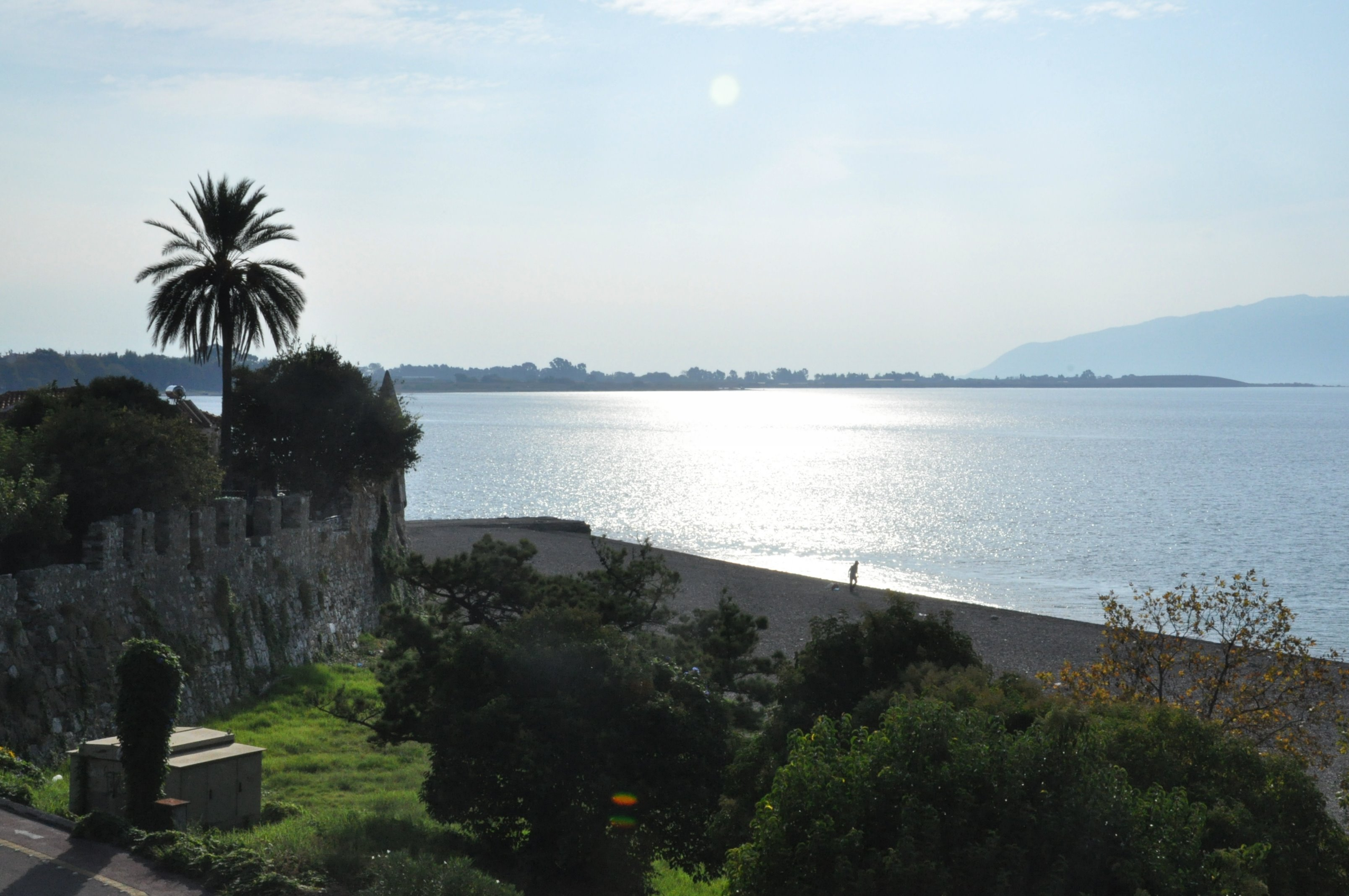
Mur miasta i portu widziany z zewnątrz.